# Fylkesväg 615
Fylkesväg 615 (norska: Fylkesvei 615) är en primär fylkesväg i Vestland fylke i Norge som går mellan Storebru i Kinns kommun och Sandane i Gloppens kommun. Vägen är 70,1 kilometer lång och asfalterad. Den passerar bland annat genom kyrkbyn Hyen.
Vägen ansluter till:
- Riksväg 5 (vid Storebru)
- Europaväg 39 (vid Sandane)

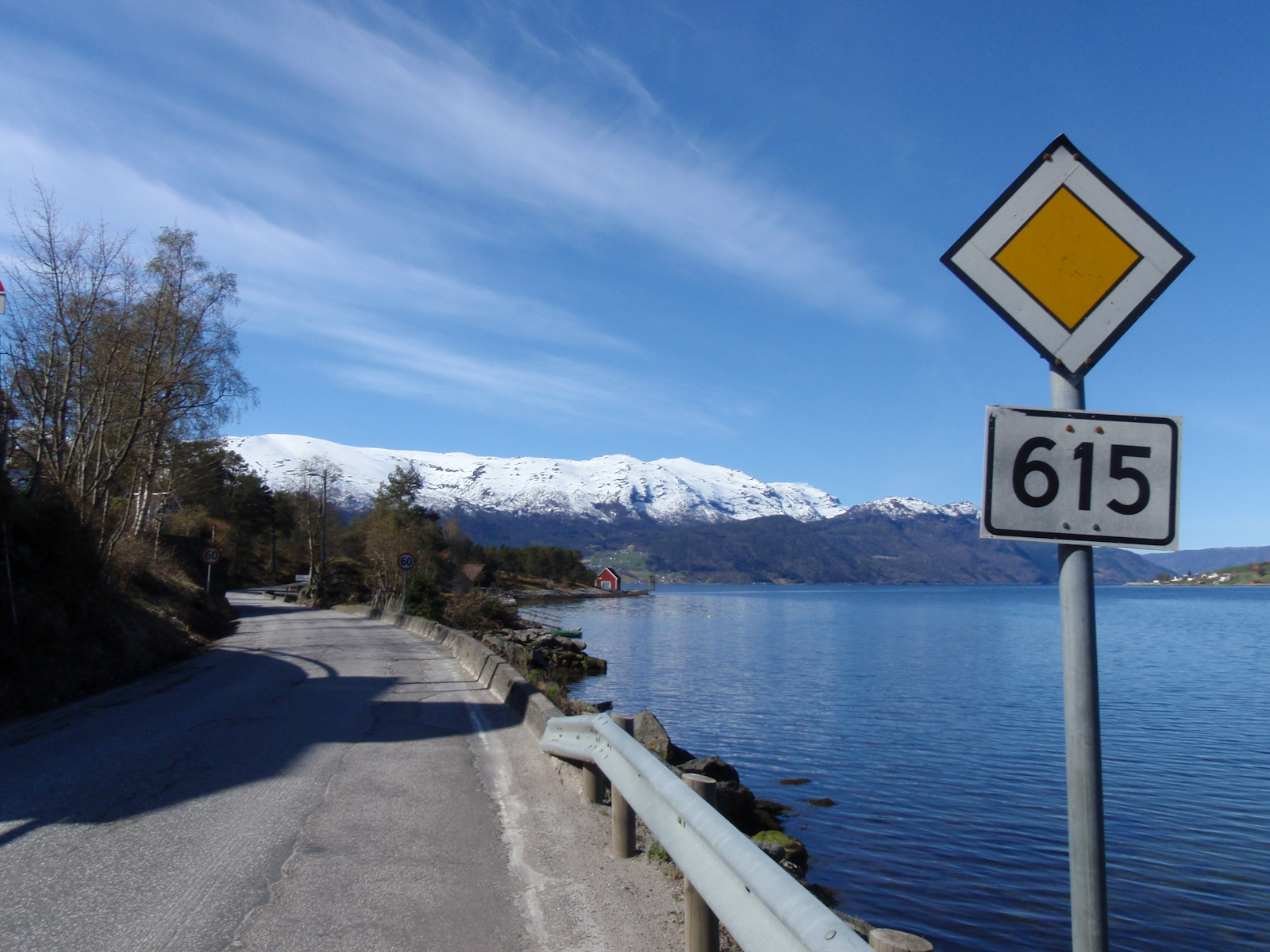
Fylkesväg 615 i Sandane.